# Iotrochotidae
Iotroclhotidae es una familia de esponjas perteneciente al orden Poecilosclerida.
La familia incluye los géneros:
- Amphiastrella Dendy, 1896
- Hymetrochota Topsent, 1904
- Iotroata Laubenfels, 1936
- Iotrochopsamma Laubenfels, 1954
- Iotrochota Ridley, 1884
- Rotuloplocamia Lévi, 1952